# Gerard Requena
Pour les articles homonymes, voir Requena.
Gerard Requena est un producteur et disc jockey de musique électronique espagnol. Actif depuis 1994, il possède son propre label nommé SpeedSadd. Il est l'auteur de plus d'une centaine de morceaux publiés sous plusieurs noms de scènes. Il est souvent considéré, par les makineros, comme le plus grand producteur de makina. Il utilise majoritairement ses noms de scène CJ Rolo, Rolo ou simplement Gerard Requena.

## Biographie
Gerard Requena est né le 6 février 1976 à Barcelone, en Espagne. Ses compositions sont généralement rattachées à la makina, style d'abord popularisé en Espagne dans les années 1990 puis à l'international. Dans les années 1990, Requena atteint à de nombreuses reprises les classements musicaux espagnols avec des titres comme One Time (sous le nom de Devil DJ's),, et Let's Go (sous le nom d'Emphassis). Il est également auteur de morceaux phares du genre comme Black Eagle (sous le nom d'Otto Drum), Destiny (sous le nom de Wax), Reaching Dreams et Flying Free (du collectif Pont Aeri) et Pirates of Caribean (sous le nom de Captain Sparrow, musique qui reprend le thème musical du film Pirates des Caraïbes).
À la fin des années 1990, il fait la rencontre de Ruboy, autre pionnier de la makina, avec qui il travaille dans son studio d'enregistrement pendant 2 ans. Il a également mixé dans des discothèques et salles emblématiques telles Scorpia, Pont Aeri, et Chasis. Entretemps, ses morceaux sont apparus sur plusieurs labels tels que Uptempo ou Bit Music. Requena a également contribué à des compilations telles SpeedSadd Compilation, Makina Resistance (titre original SpeedSadd Compilation vol.2) et Makina Resistance vol.2 (avec Ruboy).
Fran García, dans son ouvrage El Compás del diablo, sorti en 2020, cite le morceau Heat de Gerard Requena et Marian Dacal.

## SpeedSadd
SpeedSadd (aussi connu sous le nom de Sadden Music) est un label discographique de makina fondé en 2003 par le compositeur espagnol Gerard Requena. Gerard Requena aura fait connaitre son label à Barcelone, puis à travers l'Espagne. SpeedSadd devient actif entre les années 2003 et 2004 avec un total de 20 EPs et 2 compilations commercialisés ; l'activité est en baisse constante et seuls quelques titres sortent au plus tard en 2006 et en 2011. De plus, un sous-label nommé HardSadd a été fondé. En France, l'un des deux albums (soit le 2e volume) de SpeedSadd a été commercialisé en 2005 sous le titre de Makina Resistance et mixé par CJ Rolo (deuxième nom de scène de Requena). Makina Resistance vol.2 est commercialisé un an plus tard en 2006, exclusivement mixé par CJ Rolo et Ruboy, et lancé par le label français Wagram.

## Discographie sélective
| Date | Nom de scène    | Titre (maxi ou vinyle) | Label               |
| ---- | --------------- | ---------------------- | ------------------- |
| 1997 | Doom            | Face In The Dark       | Bit Music           |
| 1999 | Devil DJ's      | One Time               | Bit Music/SpeedSadd |
| 1999 | Otto Drum       | Black Eagle            | Bit Music           |
| 2002 | Gerard Requena  | Children 2002          | Bit Music           |
| 2002 | Wax             | Destiny                | Uptempo             |
| 2003 | Gerard Requena  | Reflections Part.1     | SpeedSadd           |
| 2004 | Faraway         | Rock The Box           | SpeedSadd           |
| 2004 | Deepless        | Love Inside of Me      | SpeedSadd           |
| 2004 | Gerard Requena  | The Scape 2004         | SpeedSadd           |
| 2004 | Aquilonia       | Warrior Spirit         | SpeedSadd           |
| 2006 | Pucho           | I Had A Dream          | SpeedSadd           |
| 2007 | DJ Neutron      | C'mon Let's Go         | Bit Music           |
| 2009 | Captain Sparrow | Pirate of Carribean    | Bit Music           |
| 2009 | CJ Rolo         | Planet Beat N' Bass    | Bit Music           |
| 2010 | Rolo & Chipo    | Zeroes                 | Bit Music           |
| 2010 | Anamorphics     | Don’t Speak            | Bit Music           |
| 2010 | Gerard Requena  | Relax                  | Bit Music           |
| 2010 | Basics          | Control                | Bit Music           |
| 2010 | FLK             | The Bass               | Bit Music           |
| 2018 | Gerard Requena  | Back to 98             | SpeedSadd           |